# قائمة بأغلى الأسعار المدفوعة مقابل طوابع وقرطاسية بريدية
هذه قائمة بأعلى الأسعار المعروفة التي دُفعت مقابل مواد هواة جمع الطوابع، بما في ذلك الطوابع والظروف. السعر القياسي الحالي للطابع الواحد هو 9,480,000 دولار أمريكي مدفوع لطابع غيانا البريطاني من فئة 1c أرجواني اللون.
هذه القائمة مرتبة حسب القيمة المعدلة حسب مؤشر أسعار المستهلك المعدلة حسب أسعار التضخم (بالخط العريض) بملايين الدولارات الأمريكية في عام 2024. عند الضرورة، يحول السعر أولاً إلى الدولار باستخدام سعر الصرف في وقت بيع الطابع أو السلعة. قد يتغير تعديل التضخم حيث تتعدل معدلات التضخم الأخيرة في كثير من الأحيان. قد تكون القائمة بعملة أخرى بترتيب مختلف قليلاً بسبب تقلبات أسعار الصرف. تدرج العناصر الفردية مرة واحدة فقط، أي لأعلى سعر بيع بهِ الطابع أو السلعة.
| السعر المعدل | السعر الأصلي | الوحدات | الصورة | البلد                         | السنة                                          | الكمية المتوفرة | تاريخ البيع     | البائع                                       | المشتري                     | دار المزادات               | الحكام               |
| ------------ | ------------ | --- | ------ | ----------------------------- | ---------------------------------------------- | --- | --------------- | -------------------------------------------- | --------------------------- | -------------------------- | -------------------- |
| $24,900,000  | $17,400,000  | طابع إيرادات أحمر كتلة من أربع وصحيفة من 25 طابع تنين كبير بقيمة 5-كاندارين                                                                 |        | سلالة تشينغ الصينية           | 1878 (طابع تنين كبير) 1897 (طابع إيرادات أحمر) | غير معروف (طابع تنين كبير) 1 معلوم (كتلة مكونة من أربعة طوابع إيرادات حمراء) 32 معلومة (طوابع إيرادات حمراء فردية) | 2009            | لام مانيين                                   | دينغ جينغسونغ               | غير معروف                  | [ 2 ]                |
| $13,000,000  | $11,200,000  | غلاف يحتوي على طابع موريشيوس أحمر 1د (XX)                                                                                                   |        | موريشيوس البريطانية           | 1847                                           | 3 معلومة | يونيو 26, 2021  | مجهول                                        | مجهول                       | كريستوف غارتنر             | [ 3 ] [ 4 ] [ 5 ]    |
| $10٬364٬000  | $9,480,000*  | طابع غيانا البريطانية |        | غيانا البريطانية              | 1856                                           | 1 معروف | يونيو 17, 2014  | تركة جون دو بونت                             | ستوارت وايتزمان             | سوثبي، نيويورك             | [ 6 ] [ 7 ]          |
| $7٬166٬000   | $4,000,000   | غلاف بوردو يحتوي على طابع موريشيوس أزرق 2د (XXII) طابع موريشيوس أحمر 1د (XXI)                                                               |        | موريشيوس البريطانية           | 1847                                           | فريد من نوعه | 1993            | مجهول                                        | مجهول                       | دافيد فلدمان، جنيف         | [ 8 ]                |
| $5٬200٬000   | $4,800,000   | طابع جيني المقلوب كتلة من أربعة طوابع |        | الولايات المتحدة              | 1918                                           | 1 (مجموعة كتلة من 4 طوابع) 100 (طابع فردي)                                                                         | أكتوبر 4, 2014  | دونالد سوندمان                               | مجهول                       | بيع خاص                    | [ 9 ]                |
| $5,570,760   | $5,570,760   | 500 مون مقلوب الوسط |        | إمبراطورية اليابان            | 1871                                           | 1 معلوم | 3 يونيو 2023    | يوجي يامادا                                  | مجهول                       | دافيد فلدمان، جنيف         | [ 10 ] [ 11 ]        |
| $3٬940٬000   | $2,970,000   | بنجامين فرانكلين Z Grill (طابع) |        | الولايات المتحدة              | 1868                                           | 2 | 2005            | دونالد سوندمان                               | بيل إتش غروس                | تبادل خاص                  | [ 12 ]               |
| $3٬795٬000   | $2,300,000   | طابع ثلاثة سكيلينج الأصفر |        | السويد                        | 1855                                           | 1 معلوم | 1996            | مجهول                                        | ذَ بوكس أيه بي               | دافيد فلدمان، جنيف         | [ 13 ] [ 14 ] [ 15 ] |
| $3٬227٬000   | $1,900,000   | "غلاف تبشيري" مع طابع بلون أزرق هاواي بقيمة سنتين، وطابع أزرق بقيمة 5 سنتات، وطابعين من الولايات المتحدة باللون القرمزي البني بقيمة 3 سنتات |        | مملكة هاواي والولايات المتحدة | 1852                                           | فريد من نوعه | نوفمبر 7, 1995  | مجموعة هونولولو أدفرتايزر                    | مجهول                       | روبرت سيجل، نيويورك        | [ 16 ]               |
| $3,540,000   | $2,690,000   | "Bombay Cover" with two Mauritius 1d red (XVIII & XIX)                                                                                      |        | موريشيوس البريطانية           | 1847                                           | فريد من نوعه | 2016            | مجهول                                        | مجهول                       | دافيد فلدمان، جنيف         | [ 17 ] [ 18 ]        |
| $3,060,000   | $2,190,000   | طابع أزرق بقيمة نصف غرانو مع "خطأ في الألوان"                                                                                               |        | مملكة الصقليتين               | 1859                                           | 2 | يونيو 10, 2011  | مجهول                                        | مجهول                       | معرض دريفوس، بازل          | [ 19 ]               |
| $2٬440٬000   | $1,900,000   | غلاف "رش 1847" مع شريط من ستة طوابع سوداء بقيمة 10 سنتات                                                                                    |        | الولايات المتحدة              | 1847                                           | فريد من نوعه | مايو 13, 2006   | مجهول                                        | مجهول                       | روبرت سيجل، نيويورك        | [ 20 ]               |
| $2٬280٬000   | $1,900,000   | "ثلاثية زيفوباغوس" مكونة من طابعين بقيمة 30 ريالا وطابع واحد بقيمة 60 ريالا                                                                 |        | البرازيل                      | 1843                                           | غير معروف | يونيو 5, 2008   | مجموعة جزر أمريكا الجنوبية                   | مجهول                       | روبرت سيجل، نيويورك        | [ 21 ]               |
| $2٬060٬000   | $1,150,000   | طابع موريشيوس أزرق 2 د (III) |        | موريشيوس البريطانية           | 1847                                           | 12 معروفة | 1993            | مجهول                                        | اتحاد شركات موريشيوسية خاصة | دافيد فلدمان، جنيف         | [ 22 ]               |
| $2,380,000   | $1,680,000   | رسالة "البطل" مع ورقتي ستروبل مقاس 5 سنتات باللون الأزرق وورقتي ستروبل مقاس 5 سنتات باللون البني                                            |        | سويسرا                        | 1855                                           | فريد من نوعه | يونيو 10, 2011  | مجهول                                        | مجهول                       | معرض دريفوس، بازل          | [ 23 ]               |
| $2,344,000   | $1,605,000   | مجموعة "تروندهايم" من 39 طابعًا بقيمة أربع سكيلينج                                                                                           |        | النرويج                       | 1855                                           | فريد من نوعه | أبريل 2008      | مجهول                                        | مجهول                       | دافيد فلدمان، جنيف         | [ 24 ]               |
| $2٬100٬000   | $2,000,000   | البلاد كلها حمراء |        | جمهورية الصين الشعبية         | 1968                                           | غير معروف | نوفمبر 23, 2018 | مجهول                                        | مجهول                       | صحيفة الصين غارديان، بكين  | [ 25 ]               |
| $2,149,000   | $1,471,500   | بادن 9 كروزر |        | بادن                          | 1851                                           | 4 | أبريل 3, 2008   | مجهول                                        | مجهول                       | دافيد فلدمان، جنيف         | [ 26 ]               |
| $1٬642٬000   | $1,593,000*  | جيني المقلوب |        | الولايات المتحدة              | 1918                                           | 100 | نوفمبر 15, 2018 | مجهول                                        | مجهول                       | روبرت سيجل، نيويورك        | [ 27 ]               |
| $1,878,870   | $1,344,180   | طابع موريشيوس الأزرق 2د (XIII) |        | موريشيوس البريطانية           | 1847                                           | 12 معروفة | يونيو 28, 2011  | مجموعة تشارويل لهمفري كريبس                  | مجهول                       | سبينك، لندن                | [ 28 ] [ 29 ]        |
| $1٬234٬820   | $1,073,340   | طابع موريشيوس الأحمر 1د (X) |        | موريشيوس البريطانية           | 1847                                           | 15 معروفة | 1993            | مجهول                                        | اتحاد شركات موريشيوسية خاصة | دافيد فلدمان، جنيف         | [ 30 ]               |
| $1٬190٬000   | $1,180,000   | ظرف بطابع فتى الإسكندرية الأزرق |        | الولايات المتحدة              | 1847                                           | فريد من نوعه | يونيو 22, 2019  | مجهول                                        | مجهول                       | هـ.ر. هارمر، نيويورك       | [ 31 ]               |
| $1٬082٬000   | $900,000     | الشبكة على طابع البريد |        | الولايات المتحدة              | 1867-8                                         | 4 معروفة | أكتوبر 28, 2008 | مجموعة بيري هانسن للطوابع والأغلفة الأمريكية | مجهول                       | روبرت سيجل، نيويورك        | [ 32 ]               |
| $1٬078٬000   | $970,000     | طابع إيرادات أحمر |        | سلالة تشينغ الصينية           | 1897                                           | 32 معروفة | 2013            | مجهول                                        | مجهول                       | مزادات إنترآسيا، هونغ كونغ | [ 33 ]               |
| $1٬020٬000   | $600,000     | طابع من طوابع مبشري هاواي غير مستعمل بقيمة سنتين                                                                                            |        | هاواي                         | 1851                                           | 1 (غير مستعمل) 15 (العدد الكلي)                                                                                    | نوفمبر 7, 1995  | مجموعة هونولولو أدفرتايزر                    | مجهول                       | روبرت سيجل، نيويورك        | [ 34 ]               |

## الملاحظات
1. ↑  Value derived from exchange with Inverted Jenny block of four, bought in the same year (2005) for $2,970,000.[12]
2. ↑  The stamp was sold on May 22, 2010 for an undisclosed price higher than the 1996 price of $2.3 million USD, to Armand Rousso.[13][14]